# کد مؤسسه ملی آمار و مطالعات اقتصادی
کد مؤسسه ملی آمار و مطالعات اقتصادی فرانسه یا  کد آی‌ان‌اس‌ای‌ای (به فرانسوی|Code INSEE) کدهایی است که از سوی «مؤسسه ملی آمار و مطالعات اقتصادی فرانسه» برای شناسایی کمون‌ها و (شهرستان‌های فرانسه) کاربرد دارد. همچنین از این کد برای کد ملی افراد فرانسوی نیز استفاده می‌شود.